# إيرل دبليو. رووي
إيرل دبليو. رووي هو سياسي كندي، ولد في 1951. حزبياً، نشط في حزب أونتاريو المحافظ التقدمي. وقد انتخب عضو برلمان مقاطعة أونتاريو.